# Дик Нанинга
Дирк Јакобус Виљем Нанинга (хол. Dirk Jacobus Willem Nanninga; 17. јануар 1949 — 21. јул 2015) био је холандски фудбалер.

## Каријера
Наступао је за холандске клубове Вендам, Рода Керкраде и МВВ Мастрихт. Кратко је играо за хонгконшки клуб Сејко. За Холандију је играо на Светско првенству 1978. у Аргентини и на Европском првенству 1980. одржаном у Италији.
Одиграо је 15 утакмица и постигао 6 голова за фудбалску репрезентацију Холандије. У финалу Светског првенства 1978. против Аргентине у Буенос Ајресу, постигао је изједначујући гол десетак минута пре краја, али је Аргентина победила са 3:1 после продужетка.
На истом Светском првенству у групној фази такмичења, Нанинга је постао први играч који је добио црвени картон а да је ушао као замена, након само осам минута проведених на терену против Западне Немачке. Током каријере је највише допринео и био један од најбољих играча фудбалског клуба Рода из Керкрадеа, постигавши 107 голова на 225 утакмица.
Године 2012. пао је у кому и тек након пет месеци се освестио. Од последица дијабетеса морала му је бити ампутирана лева нога. У 2014. години му је ампутирана и десна потколеница. Преминуо је 21. јула 2015. године у белгијском граду Масејк.

## Успеси
Холандија
- Светско првенство: вицешампиони 1978.

Рода Керкраде
- Куп Холандије: финалисти 1975/76.

Сејко
- Првенство Хонг Конга: шампиони 1982/83.

МВВ Мастрихт
- Друга лига Холандије: прво место 1983/84.